# III. Frigyes német-római császár
III. Frigyes (németül: Friedrich III.; Innsbruck, Osztrák Hercegség, 1415. szeptember 21. – Linz, Osztrák Főhercegség, 1493. augusztus 19.), a Habsburg-házból származó osztrák herceg, aki német király 1440-től  IV. Frigyes néven, német-római császár 1452-től, valamint osztrák uralkodó főherceg V. Frigyes néven 1457-től 1493-as haláláig. Ő volt uralkodóházának első tagja a Német-római Birodalom császári trónján, egyúttal a negyedik Habsburg-házi német király (I. Rudolf, I. Albert és II. Albert királyt követően), továbbá ő volt az utolsó előtti császár, akit a pápa koronázott meg (V. Miklós pápa), és az utolsó, akit Rómában.
Frigyes 1415-ben született Innsbruckban, II. Ernő osztrák herceg és Mazóviai Cymburgis elsőszülött fiaként. Koronázását megelőzően Stájerország, Karintia és Krajna uralkodója 1424-től, majd 1439-től unokaöccse, Utószülött László gyámjaként az Osztrák Hercegség régense. 1440-ben választották az elhunyt II. Albert után német királynak, majd 1452-ben császárrá koronázták. Negyvenegy évig tartó uralkodásával ő volt a leghosszabb ideig regnáló német monarcha.
Uralkodása alatt inkább törekedett arra, hogy növelje az osztrák örökös tartományok területét, és kevésbé foglalkozott a birodalmi ügyekkel. Dinasztikus politikája révén a bécsújhelyi kongresszus során elérte, hogy később uralkodóháza szerezhesse meg a magyar trónt, valamint a Burgundi Hercegség házasság útján történő megszerzésével megalapozta a későbbi Habsburg Birodalom hatalmi túlsúlyát Európában. Uralkodása alatt kezdett terjedni a mondás, „Bella gerant alii, tu felix Austria nube” azaz „Háborúskodjanak mások, te boldog Ausztria, házasodj!”.

## Élete
Frigyes Vas Ernő Lipót-ági osztrák herceg, Alsó-Ausztria, Belső-Ausztria urának és feleségének, Mazóviai Cymburgisnek, fiaként látta meg a napvilágot. 1424-ben követte apját Stájerország, Krajna és Karintia hercegi trónján V. Frigyes néven, 1439-től Ausztria uralkodó hercege lett. 1440-ben IV. Frigyes néven lett német király. 1442-ben Frigyes szövetséget kötött Stüssi Rudolffal, Zürich polgármesterével, a Régi Svájci Konföderáció ellen, az régi zürichi háborúban (Alter Zürichkrieg).
1448-ban Frigyes megkötötte a bécsi konkordátumot a Szentszékkel, ami biztosította a császár hatalmát egészen 1806-ig és erős kapcsolatot teremtett a Habsburgok és a szentszék között.
1452-ben, 37 évesen vette feleségül az akkor 18 éves Portugáliai Eleonórát. A hozománnyal enyhíthette adósságait és stabilizálhatta a hatalmát.
Frigyes volt az utolsó császár, akit Rómában koronáztak meg. A ceremóniát 1452-ben hajtotta végre V. Miklós pápa, aki így hatalommal ruházta fel Frigyest. Az újdonsült császár viszont semmi sikert nem volt képes elérni a csatamezőn, így ravasz tervekhez kellett folyamodnia. Ő lépett fel kiskorú unokaöccse, az osztrák uralkodó főherceg, cseh és magyar király, V. (Utószülött) László gyámapjaként. Ám inkább börtönőrnek bizonyult, aki megpróbálta kiterjeszteni a gyámsági kapcsolatot, hogy Alsó-Ausztriát elidegeníthetetlen birtokává tegye. Lászlónak 1452-ben sikerült kiszabadulnia alsó-ausztriai börtönéből és unokatestvéréhez, Zsigmondhoz menekült. Így Frigyes elvesztette befolyását Magyarország és Csehország fölött. Pár évtizeddel később, 1485-ben Hunyadi Mátyás magyar király seregeivel egészen Bécsig nyomult előre. Végül minden konfliktusban Frigyes győzedelmeskedett, és sokszor még területeket is szerzett, például Alsó-Ausztriát 1457-ben korán elhunyt unokaöccsétől, V. Lászlótól. Bátyja, VI. Albert osztrák herceg pedig Felső-Ausztriát örökölte.
Ennek ellenére Frigyes seregei igen sikeresek voltak, mint például Neuss ostrománál. Így kényszerítette Merész Károly burgundi herceget arra, hogy hozzáadja lányát, Burgundi Máriát Frigyes fiához, Miksához. Burgundia örökségével a Habsburgok hatalmi túlsúlyba kerültek Európában. Innen ered a mondás, „Míg mások háborúznak, te, boldog Ausztria, házasodj!”, ami a dinasztia mottójává vált.
Lányának, Ausztriai Kunigundának a házassága IV. Albert bajor herceggel újabb cselszövések és intrikák sorozatának eredménye volt. Albert "illegálisan" jutott hatalmas kiterjedésű hűbérbirtokokhoz a birodalom területén. Így kényszerítette a császárt, hogy adja hozzá Innsbruckban élő lányát és hozományként adja oda az elfoglalt hűbérbirtokokat. Frigyes beleegyezett, ám visszavonta hozzájárulását, amikor Albert elfoglalta Regensburgot. Ám mielőtt Kunigunda megtudhatta volna ezt, 1485. január 2-án megtartották az esküvőt. A háborút már csak a császár fiának, Miksának közvetítése akadályozhatta meg.
Néhány kivétellel Frigyes sikeres uralkodónak mondható. 1469-ben püspökséget alapított Bécsben és Bécsújhelyen, amire hercegi elődeinek hosszú sora sem volt képes a századok folyamán. Hunyadi Mátyás, magyar király (1458-1490) 1485-ben elfoglalja Bécset és az osztrák tartományokat, de a császári címet továbbra is a Habsburg-család őrizte.

## Házassága és gyermekei

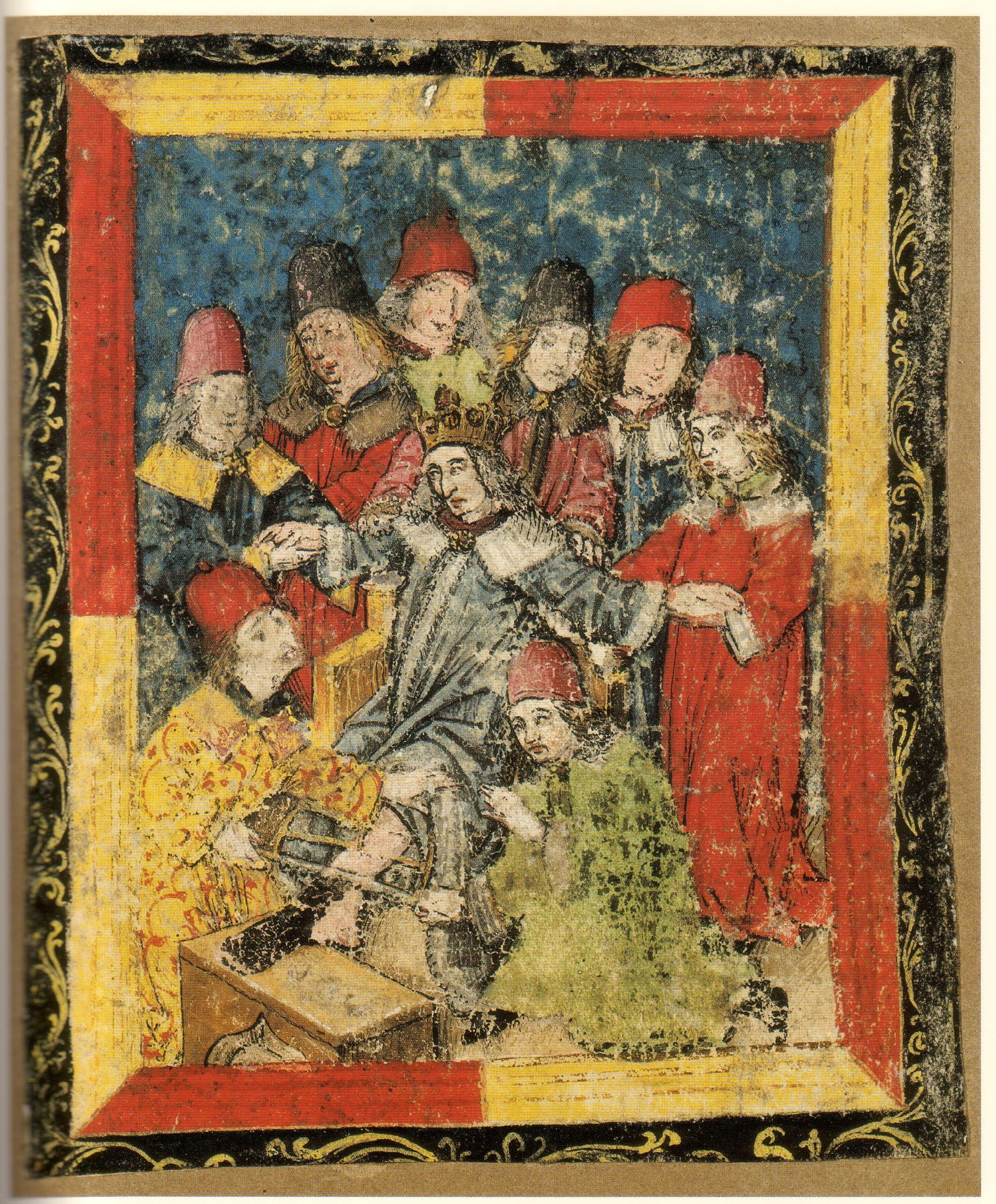
III. Frigyes császár lábának amputálása

Portugáliai Eleonóra császárnéval között házasságából öt gyermek született:
- Kristóf főherceg (1455–1456), gyermekként elhunyt;
- Miksa főherceg (1459–1519), német-római császár 1493-tól;
- Ilona főhercegnő (1460–1462), kiskorában meghalt;
- Kunigunda főhercegnő (1465–1520), IV. Albert bajor herceg felesége;
- János főherceg (1466–1467) csecsemőkorában meghalt.

## Utolsó évei
Frigyes életének utolsó éveiben Bécsben és Linzben tartózkodott. 1492-ben még az Aranygyapjas rend lovagjának választották. 1493-ra egészségügyi állapota azonban megromlott. Feltehetően érszűkület következtében a bal lábát amputálni kellett. A műtéten a híres sebész, Hans Seyff is jelen volt, 1493. június 8-án. Az eljárásról készült feljegyzések a középkor egyik leghíresebb és legjobban dokumentált műtéti feljegyzéseinek számítanak. Frigyes ugyan túlélte a beavatkozást, ám augusztus 19-én, életének hetvenhetedik évében, feltehetően a műtét utáni szövődményei következtében, elhunyt. A kortársai a sárgadinnye fogyasztásnak tudták be halálát, mivel a császár rajongott érte. Frigyestől származik az a később ismertté vált intelem, miszerint „Tanulj meg panasz nélkül szenvedni, ez az egyetlen, amire taníthatlak”.
Frigyes sírját Niclas Gerhaert van Leyden építette a bécsi Szent István-székesegyházban. Amputált lábát vele együtt temették el. Díszes sírja csak két évtizeddel halála után, 1513-ra készült el véglegesen. Ma ezt az emlékművel tartják a későközépkor egyik legjelentősebb művészeti alkotásának.

## Heraldika
|                                                    |                                                      |                                                                 |
| Frigyes címere, mint a rómaiak királya (1440–1493) | Frigyes címere, mint német-római császár (1452–1493) | Frigyes alternatív címere, mint német-római császár (1452–1493) |